# Křížová cesta (Koclířov)

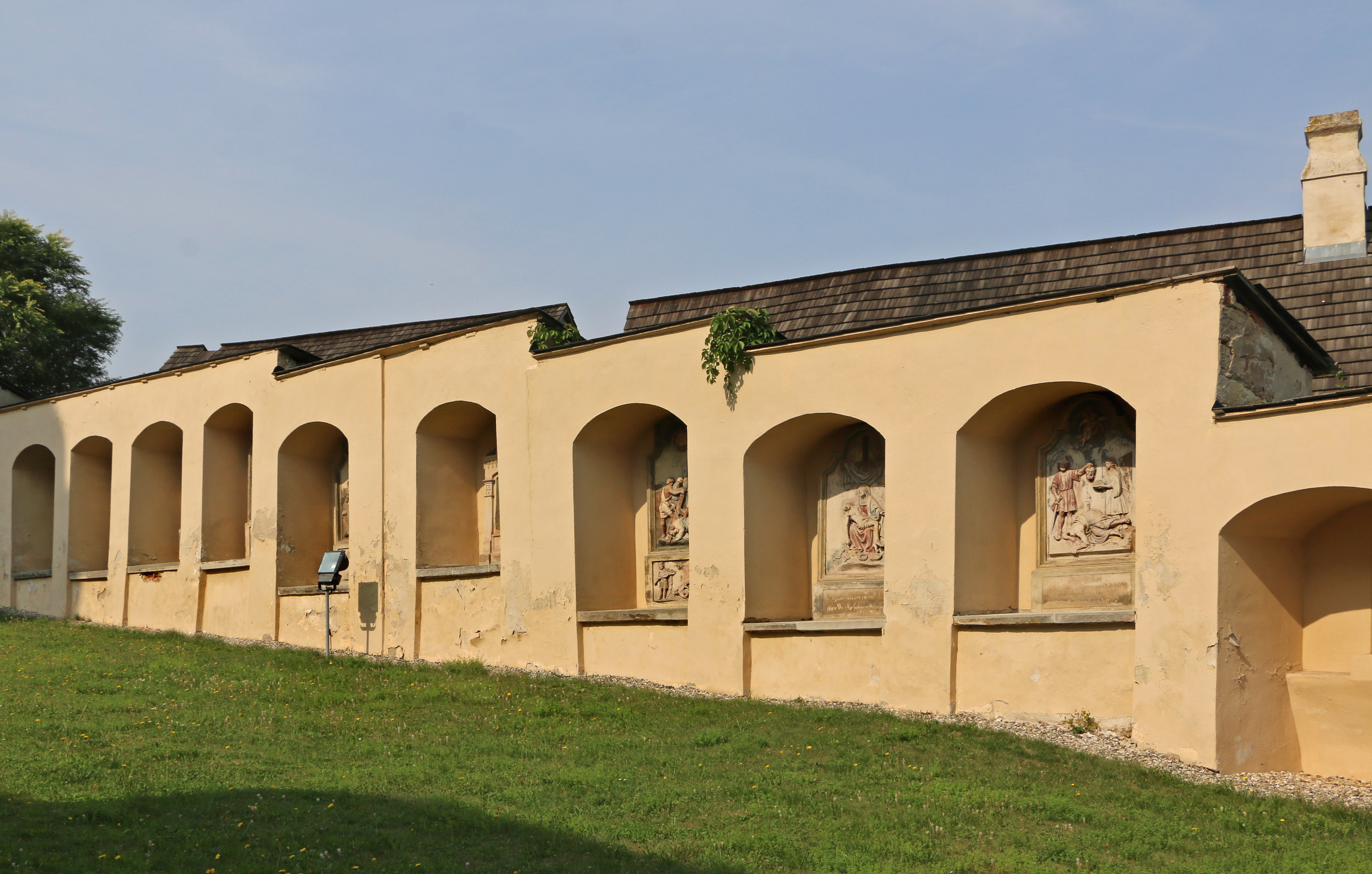
Křížová cesta v Koclířově

Křížová cesta v Koclířově na Svitavsku se nachází v centru obce u kostela.
Spolu s kostelem je chráněna jako nemovitá Kulturní památka České republiky.

## Historie
Křížová cesta se nachází kolem farního a poutního kostela svatého Jakuba Většího a svaté Filomeny. Pozdně barokní křížová cesta je tvořena kamennými reliéfy umístěnými ve výklencích v ohradní zdi kostela a kaplí Božího hrobu jako čtrnácté zastavení.
Zastavení byla vytvořena roku 1856 z iniciativy koclířovského faráře Antonína Ivo Kukly. Předlohou pro Křížovou cestu v Koclířově byl cyklus Führichových nástěnných maleb v kostele Svatého Jana Nepomuckého ve Vídni. Tento cyklus roku 1849 převedl do mědirytin grafik Alois Jirák. Stal se tím předlohou pro nástěnné a závěsné obrazy, které byly rozšířeny do mnoha zemí světa.

## Další fotografie

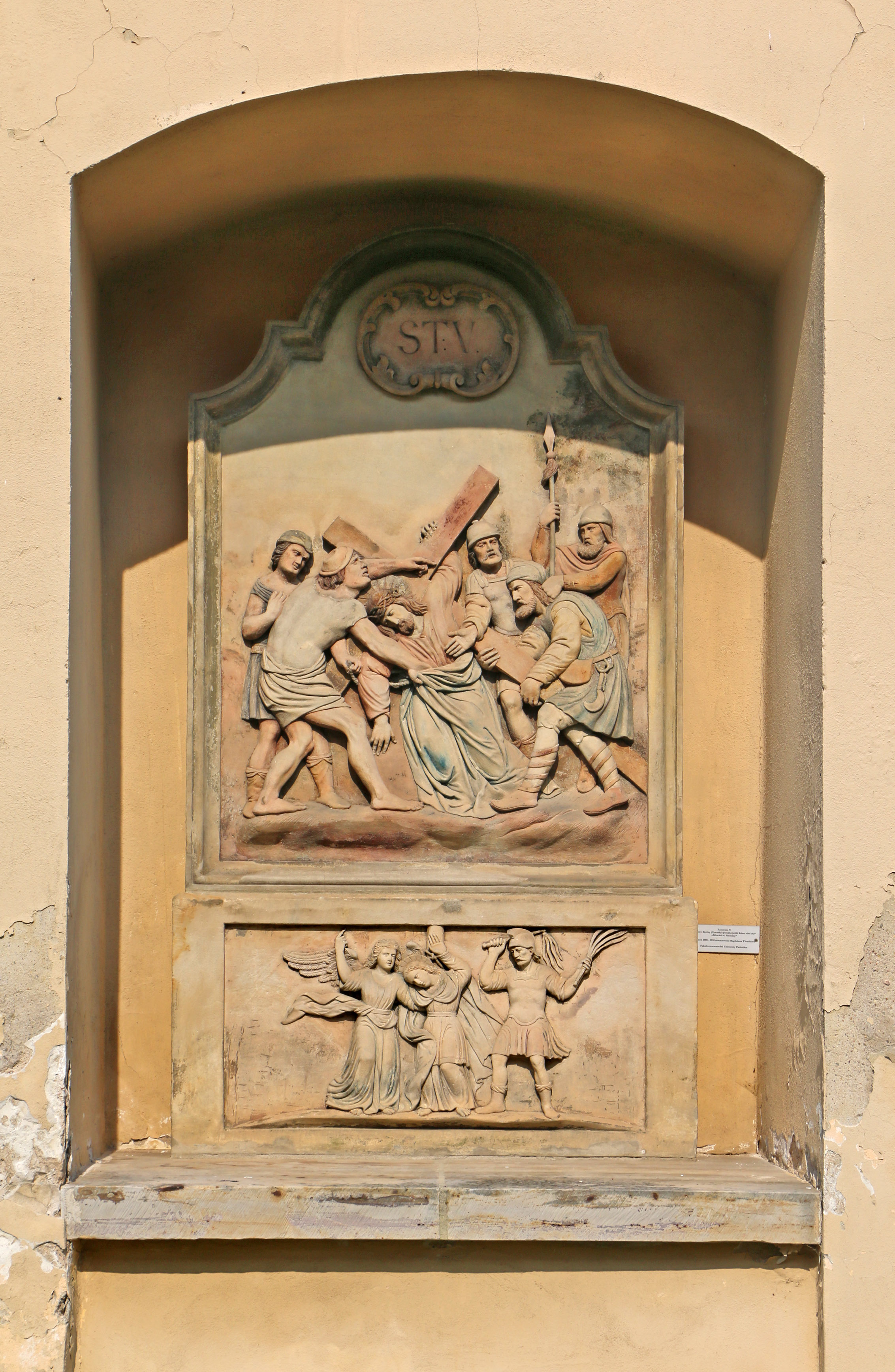
V. zastavení
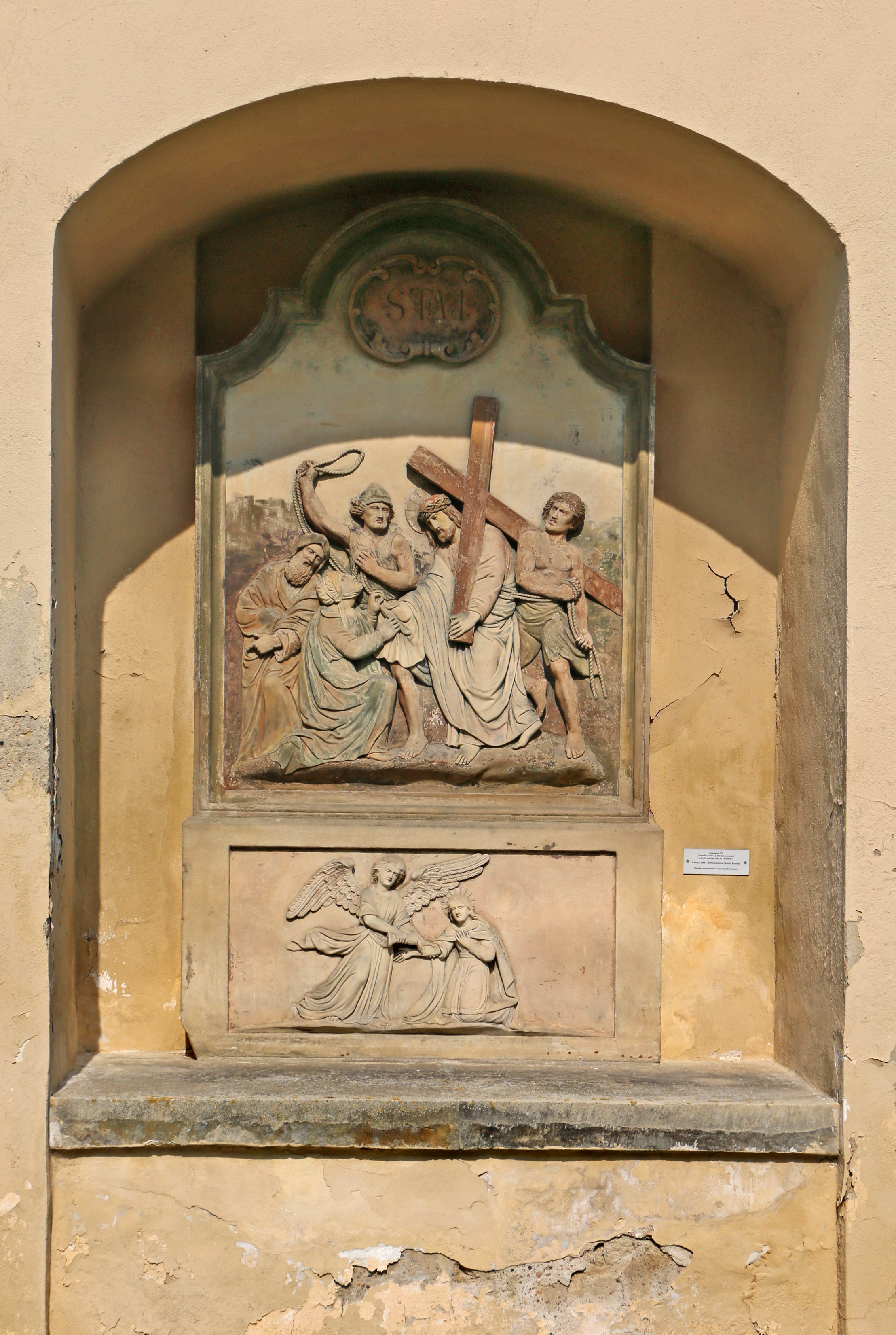
VI. zastavení
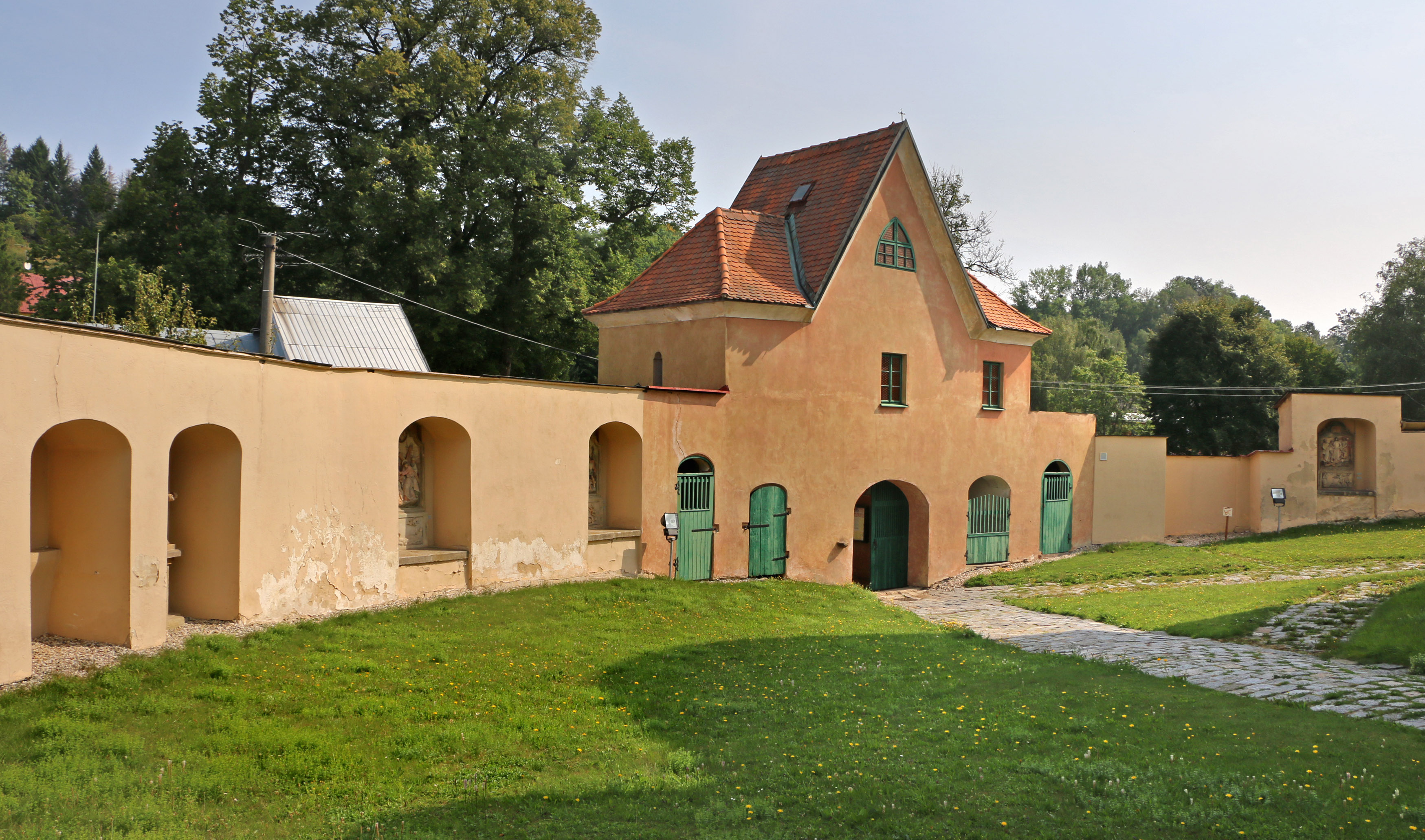
Výklenky u vchodu na hřbitov
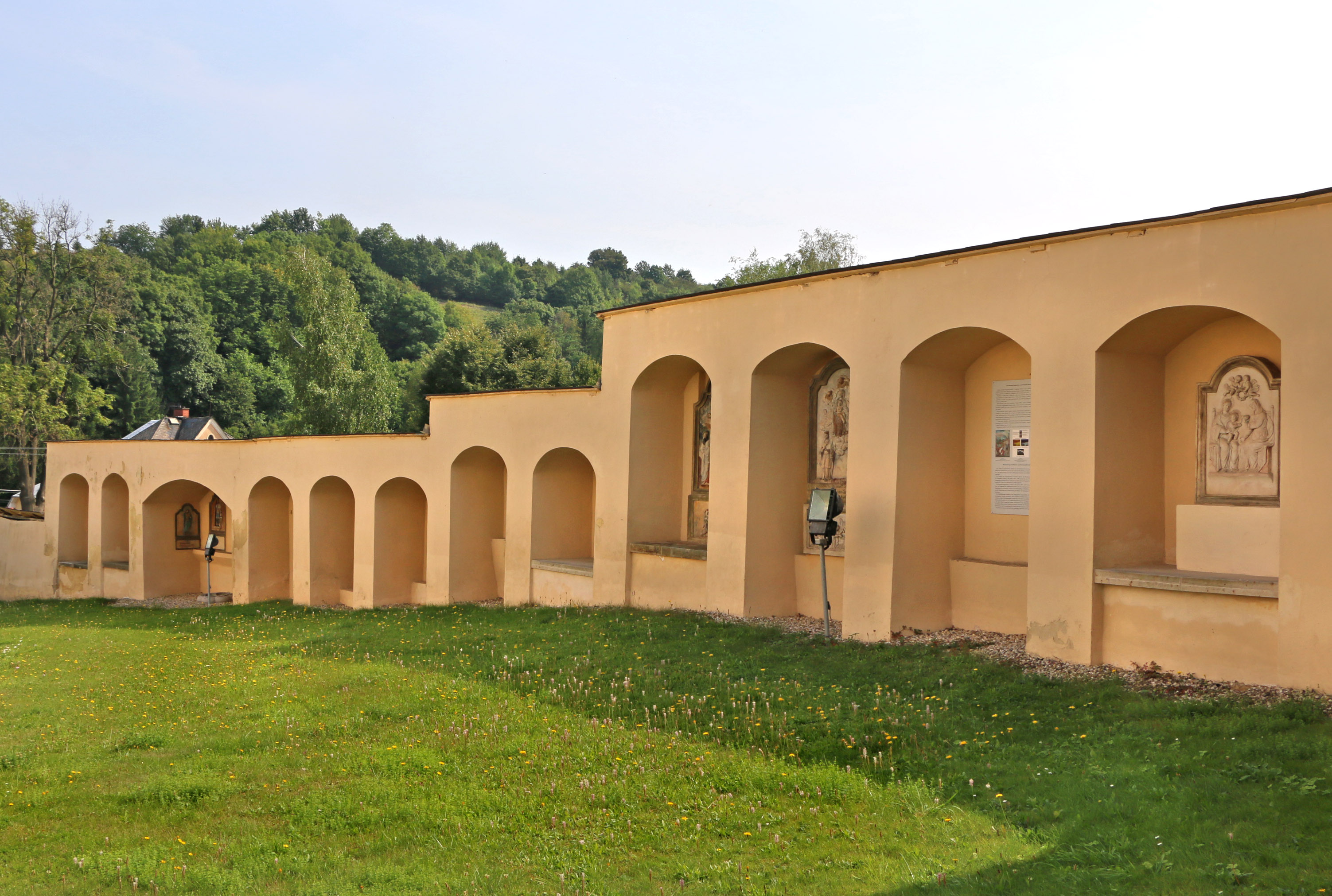
Východní část cesty